# Liste der Kulturgüter im Kanton Waadt
Die Liste der Kulturgüter im Kanton Waadt bietet eine Übersicht zu Verzeichnissen von Objekten unter Kulturgüterschutz in den 309 Gemeinden des Kantons Waadt (Vaud). Die Verzeichnisse enthalten Kulturgüter von nationaler, regionaler und lokaler Bedeutung.

## Geordnet nach Gemeinden in alphabetischer Reihenfolge

### A–C
- Aclens *
- Agiez
- Aigle
- Allaman
- Arnex-sur-Nyon *
- Arnex-sur-Orbe *
- Arzier-Le Muids
- Assens
- Aubonne
- Avenches
- Ballaigues
- Ballens *
- Bassins
- Baulmes
- Bavois
- Begnins
- Belmont-sur-Lausanne *
- Belmont-sur-Yverdon
- Bercher
- Berolle *
- Bettens
- Bex
- Bière
- Bioley-Magnoux
- Bioley-Orjulaz
- Blonay – Saint-Légier
- Bofflens *
- Bogis-Bossey
- Bonvillars
- Borex *
- Bottens
- Bougy-Villars
- Boulens
- Bourg-en-Lavaux
- Bournens
- Boussens *
- Bremblens *
- Bretigny-sur-Morrens *
- Bretonnières
- Buchillon *
- Bullet
- Bursinel
- Bursins
- Burtigny
- Bussigny-près-Lausanne *
- Bussy-sur-Moudon
- Chamblon *
- Champagne *
- Champtauroz *
- Champvent
- Chardonne
- Château-d’Oex
- Chavannes-de-Bogis *
- Chavannes-des-Bois *
- Chavannes-le-Chêne
- Chavannes-le-Veyron
- Chavannes-près-Renens
- Chavannes-sur-Moudon *
- Chavornay
- Chêne-Pâquier
- Cheseaux-Noréaz
- Cheseaux-sur-Lausanne
- Chéserex
- Chessel
- Chevilly
- Chevroux
- Chexbres
- Chigny *
- Clarmont *
- Coinsins
- Commugny
- Concise
- Coppet
- Corbeyrier
- Corcelles-le-Jorat
- Corcelles-près-Concise
- Corcelles-près-Payerne
- Corseaux
- Corsier-sur-Vevey
- Cossonay
- Crans-près-Céligny
- Crassier *
- Crissier *
- Cronay *
- Croy *
- Cuarnens
- Cuarny *
- Cudrefin
- Cugy *
- Curtilles

### D–N
- Daillens
- Démoret
- Denens
- Denges *
- Dizy *
- Dompierre *
- Donneloye
- Duillier
- Dully
- Echallens
- Echandens
- Echichens
- Eclépens
- Ecublens
- Epalinges
- Ependes *
- Essertes *
- Essertines-sur-Rolle
- Essertines-sur-Yverdon *
- Etagnières *
- Etoy
- Eysins *
- Faoug
- Féchy
- Ferreyres *
- Fey *
- Fiez
- Fontaines-sur-Grandson *
- Forel (Lavaux) *
- Founex *
- Froideville *
- Genolier
- Giez
- Gilly
- Gimel *
- Gingins
- Givrins *
- Gland
- Gollion
- Goumoëns
- Grancy
- Grandcour
- Grandevent *
- Grandson
- Grens *
- Gryon
- Hautemorges
- Henniez *
- Hermenches *
- Jongny *
- Jorat-Menthue
- Jorat-Mézières
- Jouxtens-Mézery
- Juriens *
- L’Abbaye
- L’Abergement *
- La Chaux (Cossonay)
- La Praz
- La Rippe
- La Sarraz
- La Tour-de-Peilz
- Lausanne
- Lavey-Morcles *
- Lavigny
- Le Chenit
- Le Lieu *
- Le Mont-sur-Lausanne
- Les Clées
- Le Vaud *
- Leysin
- Lignerolle *
- L’Isle
- Lonay
- Longirod *
- Lovatens *
- Lucens
- Luins
- Lully
- Lussery-Villars *
- Lussy-sur-Morges *
- Lutry
- Maracon
- Marchissy *
- Mathod
- Mauborget *
- Mauraz *
- Mex
- Mies *
- Missy *
- Moiry *
- Mollens
- Molondin
- Montagny-près-Yverdon
- Montanaire
- Montcherand
- Montilliez
- Mont-la-Ville
- Montpreveyres *
- Montreux
- Montricher
- Mont-sur-Rolle
- Morges
- Morrens
- Moudon
- Mutrux *
- Novalles *
- Noville
- Nyon

### O–Z
- Ogens
- Ollon
- Onnens
- Oppens *
- Orbe
- Orges *
- Ormont-Dessous
- Ormont-Dessus
- Orny
- Oron
- Orzens *
- Oulens-sous-Echallens
- Pailly
- Paudex *
- Payerne
- Penthalaz
- Penthaz
- Penthéréaz
- Perroy
- Poliez-Pittet *
- Pompaples
- Pomy *
- Prangins
- Premier *
- Préverenges *
- Prévonloup *
- Prilly
- Provence
- Puidoux
- Pully
- Rances
- Renens
- Rennaz
- Rivaz *
- Roche
- Rolle
- Romainmôtier-Envy
- Romanel-sur-Lausanne *
- Romanel-sur-Morges *
- Ropraz
- Rossenges *
- Rossinière
- Rougemont
- Rovray
- Rueyres *
- Saint-Barthélemy
- Saint-Cergue *
- Saint-George
- Saint-Livres *
- Saint-Oyens *
- Saint-Prex
- Saint-Saphorin (Lavaux)
- Saint-Sulpice
- Sainte-Croix
- Saubraz *
- Savigny *
- Senarclens
- Sergey *
- Servion *
- Signy-Avenex *
- Suchy *
- Sullens
- Suscévaz *
- Syens *
- Tannay *
- Tartegnin *
- Tévenon *
- Tolochenaz
- Trélex
- Trey *
- Treycovagnes *
- Treytorrens (Payerne)
- Ursins
- Valbroye
- Valeyres-sous-Montagny *
- Valeyres-sous-Rances
- Valeyres-sous-Ursins
- Vallorbe
- Vaulion *
- Vaux-sur-Morges *
- Vevey
- Veytaux
- Vich *
- Villars-Epeney *
- Villars-le-Comte *
- Villars-le-Terroir *
- Villars-Sainte-Croix *
- Villars-sous-Yens *
- Villarzel
- Villeneuve
- Vinzel
- Vuarrens
- Vucherens *
- Vufflens-la-Ville
- Vufflens-le-Château
- Vugelles-La Mothe *
- Vuiteboeuf
- Vulliens
- Vullierens
- Vully-les-Lacs
- Yens *
- Yverdon-les-Bains
- Yvonand
- Yvorne *

* Diese Gemeinde besitzt keine Objekte der Kategorien A oder B, kann aber (zzt. nicht dokumentierte) C-Objekte besitzen.